# Vittorio De Angelis
Vittorio De Angelis (Roma, 20 settembre 1962 – Roma, 11 giugno 2015) è stato un doppiatore, dialoghista e direttore del doppiaggio italiano.

## Biografia

### Carriera
Figlio del doppiatore Manlio De Angelis, fratello maggiore della doppiatrice Eleonora De Angelis e nipote di Gualtiero De Angelis. Lo zio Enrico De Angelis è stato un cantante e suo cugino Massimiliano Virgilii è anche un doppiatore. Vittorio De Angelis ha iniziato la sua carriera, all'interno della C.D.C.. È noto in TV soprattutto per aver doppiato Matt LeBlanc nel ruolo di Joey Tribbiani in Friends e nel successivo spin-off Joey. Ha anche doppiato LeVar Burton (nel ruolo di Geordi La Forge) in Star Trek: The Next Generation, Michael Shanks nel ruolo di Daniel Jackson in Stargate SG1, Elzar in Futurama e Donato Fidato in Io sono Donato Fidato. È stato la voce italiana di Cary Elwes, Kevin James, Matt LeBlanc, Brendan Fraser e Stephen Dorff.
Al cinema, tra i suoi doppiaggi più importanti, quelli di Cary Elwes in Saw - L'enigmista e in Saw 3D - Il capitolo finale, Billy Crudup in Big Fish - Le storie di una vita incredibile, di Val Kilmer in Tombstone e di Stephen Dorff in Blade. Direttore di doppiaggio e dialoghista adattatore in film come L'ospite inatteso, Taxxi 3 e Taxxi 4 e molti altri.
Il 17 dicembre 2015 gli viene assegnato, postumo, il Gran Premio Internazionale per il doppiaggio 2015 per la Miglior direzione del doppiaggio per il film Whiplash. Il premio è stato ritirato dalla moglie Gioia.

### Morte
È morto a Roma l'11 giugno 2015, all'età di 52 anni, a causa di un infarto.

## Doppiaggio

### Cinema
- Cary Elwes in Dracula di Bram Stoker, Robin Hood - Un uomo in calzamaglia, Il collezionista, Il prezzo della libertà, Dalla Terra alla Luna, Saw - L'enigmista, Edison City, Donne, regole... e tanti guai!, Saw 3D - Il capitolo finale
- Brendan Fraser in Un pezzo da 20, Scambio di identità, George re della giungla...?, Demoni e dei, The Last Time - L'ultima occasione, The Air I Breathe, Misure straordinarie
- Val Kilmer in Cuore di tuono, Tombstone, Conspiracy, Hardwired - Nemico invisibile, 10th & Wolf, Bloodworth, Wyatt Earp - La leggenda
- Stephen Baldwin in Fall Time - Tempo scaduto, Oltre il ponte, Tonto + tonto, Una casa per l'assassino, Una moglie ideale, Spider's Web - La tela del ragno
- Steve Zahn in In corsa con il sole, C'è posta per te, Happy, Texas, Assatanata, I ragazzi della mia vita, L'asilo dei papà
- Kevin James in Il superpoliziotto del supermercato, Un weekend da bamboccioni, Il signore dello zoo, Un weekend da bamboccioni 2, Pixels, Il superpoliziotto del supermercato 2
- Luke Wilson in Un colpo da dilettanti, Da ladro a poliziotto, Hoot, Vacancy, Incontro con il male
- Bradley Whitford in Innamorarsi a Manhattan, Il cliente, Presunto innocente, La dea del successo
- Daniel Stern in D.O.A. - Dead on Arrival, Milagro, Scappo dalla città 2, Cose molto cattive
- Jackie Chan in Police Story 3: Supercop, Mr. Nice Guy, Senza nome e senza regole, Drunken Master
- LeVar Burton in Generazioni, Primo contatto, Star Trek - L'insurrezione, Star Trek - La nemesi
- Scott Speedman in Underworld, xXx 2: The Next Level, Underworld: Evolution, Underworld - Il risveglio
- Stephen Dorff in Una vita strappata, Blade, Paura.com, Bucky Larson: Born to Be a Star
- William Baldwin in Linea mortale, Facile preda, Virus, Il calamaro e la balena
- Aaron Eckhart in Molly, Suspect Zero, The Rum Diary - Cronache di una passione
- Bill Pullman in Ragazze vincenti, Mr. Jones, Lake Placid
- Billy Campbell in Le avventure di Rocketeer, Via dall'incubo, Lover's Knot
- Christian Slater in Intervista col vampiro, The Confessor - La verità proibita, L'uomo senza ombra 2
- Eric Bana in Black Hawk Down - Black Hawk abbattuto, Hanna, Closed Circuit
- Ethan Hawke in Alive - Sopravvissuti, Giovani, carini e disoccupati, Gattaca - La porta dell'universo
- Linden Ashby in Wyatt Earp, Mortal Kombat, Anaconda - Sentiero di sangue
- Mark Wahlberg in Three Kings, La tempesta perfetta, I poliziotti di riserva
- Matt LeBlanc in Lost in Space - Perduti nello spazio, Charlie's Angels, Charlie's Angels - Più che mai
- Paul Walker in The Skulls - I teschi, Trappola in fondo al mare, Running
- Timothy Hutton in Conseguenze pericolose, Il sesto giorno, Il caso Warren Jeffs
- Vincent D'Onofrio in Good Luck - Buona Fortuna, Il colpo della metropolitana, Amore a doppio senso
- Benjamin Bratt in Demolition Man, Thumbsucker - Il succhiapollice
- Bill Paxton in Ritorno a Tamakwa - Un'estate indiana, Apollo 13
- Casey Affleck in American Pie, American Pie 2
- Cuba Gooding Jr. in Boyz n the Hood - Strade violente, Virus letale
- Daniel Baldwin in Vampires, Homicide: The Movie
- David Tennant in Los Angeles senza meta, Il mio amico Einstein
- Dermot Mulroney in Intrigo a Hollywood, Gli anni dei ricordi
- Eric Stoltz in Piccole donne, Due giorni senza respiro
- Frank Grillo in My Soul to Take - Il cacciatore di anime, End of Watch - Tolleranza zero
- Jack Noseworthy in Barb Wire, Punto di non ritorno
- Jason Isaacs in Passionada, A Single Shot
- Jason Lee in Dogma, 110 e frode
- Jason Segel in Bad Teacher - Una cattiva maestra , Sex Tape - Finiti in rete
- John Cusack in Identità, The Ice Harvest
- John C. McGinley in Animal, Finalmente a casa
- Johnny Messner in Death Games, La cosa più dolce...
- Jon Hamm in The Town, Sucker Punch
- Matthew Lillard in Kiss Me, Appuntamento a Wicker Park
- Ray McKinnon in Bugsy, Fratello, dove sei?
- Reed Diamond in Assassins, Spider-Man 2
- The Rock in Southland Tales - Così finisce il mondo, Faster
- Woody Harrelson in Management - Un amore in fuga, Defendor
- Adam Clark in Domino
- Aden Young in Killer Elite
- Adrien Brody in Cadillac Records
- Alan Ruck in I maledetti di Broadway
- Alan Tudyk in Io, robot
- Alessio Avenali in Piccolo grande amore
- Anthony Fusco in Highlander - L'ultimo immortale
- Anthony Starke in 007 - Vendetta privata
- Arno Frisch in Funny Games
- Arye Gross in Gli esperti americani
- BD Wong in Sette anni in Tibet
- Ben Chaplin in Dorian Gray
- Billy Crudup in Big Fish - Le storie di una vita incredibile
- Billy Eugene Jones in Bella, pazza e pericolosa
- Billy Zane in Ritorno al futuro - Parte II
- Bob Odenkirk in Il rompiscatole
- Brad Hunt in Fire Down Below - L'inferno sepolto
- Brian McNamara in Aracnofobia
- Brian Tarantina in Un detective... particolare
- Carlos Gómez in Desperado
- Charles Esten in L'uomo del giorno dopo
- Chris Bauer in Animal Factory
- Chris Conrad in Karate Kid 4
- Chris O'Donnell in Lo scapolo d'oro
- Chris Penn in Buona fortuna, Mr. Stone
- Christopher Birt in Guardia del corpo
- Christopher Lawford in Un eroe fatto in casa
- Christopher Meloni in Se scappi, ti sposo
- C. Thomas Howell in The Amazing Spider-Man
- Dan Castellaneta in Il cliente
- Dan Monahan in The Night Flier
- Dan Herzberg in La chiave di Sara
- David Barry Gray in Gli intrighi del potere - Nixon
- David Morse in Il miglio verde
- David Pressman in Stargate
- Dominic Purcell in Straw Dogs
- Donald Fullilove in Ritorno al futuro - Parte II
- Douglas Aarniokoski in Highlander: Endgame
- Edward Atterton in La maschera di ferro
- Edward Finlay in 2 Fast 2 Furious
- Emilio Estevez in Mission: Impossible
- Franc D'Ambrosio in Il padrino - Parte III
- Franck Dubosc in Dream Team
- Fred Armisen in Easy Girl
- Freddie Prinze Jr. in A Gillian, per il suo compleanno
- Götz Otto in Beowulf
- Heath Ledger in Il destino di un cavaliere
- Ian Tyler in Highlander - L'ultimo immortale
- Jack Davenport in The Wedding Date - L'amore ha il suo prezzo
- Jake Busey in Fuga dal Natale
- James Marshall in Codice d'onore
- James Spader in La ragazza dei sogni
- Jason Flemyng in Deep Rising - Presenze dal profondo
- Jason Statham in Fantasmi da Marte
- Jay Mohr in Go - Una notte da dimenticare
- Jean-Claude Van Damme in Gli occhi del dragone
- Jeff Bennett in Venerdì 13 parte VII - Il sangue scorre di nuovo
- Jeffrey Dean Morgan in Six - La corporazione
- Jeffrey Nordling in Ducks - Una squadra a tutto ghiaccio
- Jere Burns in Caro zio Joe
- Jeremy Northam in The Singing Detective
- Jeremy Piven in Dr. Jekyll e Miss Hyde
- Jerry O'Connell in Jerry Maguire
- Jet Li in La leggenda del drago rosso
- Jim Breuer in Le ragazze della Casa Bianca
- Jim McMahon in La grande promessa
- Joaquin Phoenix in Innocenza infranta
- Joe Manganiello in Che cosa aspettarsi quando si aspetta
- Joel Gretsch in Prigione di vetro 2
- John Benjamin Hickey in La figlia del generale
- John C. Reilly in Giorni di tuono
- John Leguizamo in Vittime di guerra
- John Michael Higgins in Dick & Jane - Operazione furto
- John Murray in S.O.S. fantasmi
- John Polson in Mission: Impossible 2
- Josh Hamilton in Scalciando e strillando
- Josh Hartnett in Halloween - 20 anni dopo
- Josh Lucas in J. Edgar
- Julian Rhind-Tutt in Gambit - Una truffa a regola d'arte
- Keith Diamond in Risvegli
- Kevin Durand in Legion
- Kip Pardue in Il sapore della vittoria
- Kirk Trutner in Dante's Peak - La furia della montagna
- Kyle Chandler in King Kong
- Larry Miller in Pretty Woman
- Laurence Fox in Gosford Park
- Lennie James in Lockout
- Litefoot in Mortal Kombat - Distruzione totale
- Mark Moses in Nato il quattro luglio
- Mark Ruffalo in Tutti gli uomini del re
- Martin Crewes in Resident Evil
- Matthew Ferguson in Il cubo 2 - Hypercube
- Matthew Settle in Incubo finale
- Merritt Butrick in Palle d'acciaio
- Michael Burgess in Forrest Gump
- Michael Sheen in Mary Reilly
- Mido Hamada in Unknown - Senza identità
- Mojo Nixon in Super Mario Bros.
- Nick Chinlund in L'eliminatore - Eraser
- Nikolaj Coster-Waldau in Firewall - Accesso negato
- Owen Wilson in Anaconda
- Patrick Breen in Amore con interessi
- Patrick Dempsey in Seduttore a domicilio
- Paul Rudd in Le regole della casa del sidro
- Philip Delancy in Grace di Monaco
- Philip Seymour Hoffman in Vendesi miracolo
- Richard Beymer in Il mio primo bacio
- Richmond Arquette in Seven
- Rick Rossovich in Top Gun
- River Phoenix in I signori della truffa
- Robert Patrick in S.W.A.T. - Squadra speciale anticrimine 2
- Robert Stanton in Dennis la minaccia
- Robert Taylor in Vertical Limit
- Rodney Eastman e Bradley Gregg in Nightmare 3 - I guerrieri del sogno
- Ron Eldard in Deep Impact
- Rory Kinnear in Skyfall
- Scot Zeller in I perfetti innamorati
- Sean Astin in Cambia la tua vita con un click
- Sean Sullivan in Ritorno al futuro - Parte III
- Seth Green in Giovani diavoli
- Shane Black in RoboCop 3
- Sharlto Copley in District 9
- Stephen Kunken in Love & Secrets
- Steve Antin in I Goonies
- Terry Kinney in Il socio
- Thomas Jane in Boogie Nights - L'altra Hollywood
- Tom Amandes in Spy
- Tom Wood in Il fuggitivo
- Tommy Morrison in Rocky V
- Tracy Morgan in Quel nano infame
- Tzi Ma in RoboCop 2
- Vince Vaughn in Il mondo perduto - Jurassic Park
- Željko Ivanek in Hannibal

### Serie televisive
- Michael Shanks in Stargate SG-1, Stargate: L'arca della verità, Stargate: Continuum
- Matt LeBlanc in Friends, Joey
- LeVar Burton in Star Trek: The Next Generation
- K.I.T.T. in Knight Rider
- Neil Flynn in The Middle
- Eddie Cahill in CSI: New York
- Paul Blackthorne in Arrow (Stagioni 1-3)
- Tobias Menzies in Il Trono di Spade 
(Stagione 3)
- Scott Patterson in Aliens in America
- Owain Yeoman in The Mentalist
- Daniel Baldwin in Homicide: Life on the Street
- Benno Fürmann in La saga dei Nibelunghi
- Rupert Young in Merlin
- Christopher Wiehl in Playmakers
- David Tennant in Il mio amico Einstein
- Troy Bryant in The Big Easy
- Adam Sandler in I Robinson
- Gustavo Guillén in Manuela, Micaela, Perla nera

### Film d'animazione
- Eric in La sirenetta e La sirenetta II - Ritorno agli abissi
- Sternn in Heavy Metal
- Il giornalista in Memories
- Alan in Le avventure di Stanley
- Il giornalista TV in South Park - Il film: più grosso, più lungo & tutto intero
- Giustino in Il segreto di NIMH 2 - Timmy alla riscossa
- Chas Finster in I Rugrats a Parigi - Il film
- Atlas in Metropolis
- Agni in Parva e il principe Shiva
- Fabio in L'uovo
- Chad in Gaya
- Death Mask / Cancer in I Cavalieri dello zodiaco - La leggenda dei guerrieri scarlatti
- Frederic Downing in Resident Evil: Degeneration
- Kibitoshin in Dragon Ball Z: La battaglia degli dei
- Jim Porter in Tarzan
- Padre di Marnie in  Quando c'era Marnie
- Toki in Ken il guerriero - La trilogia

### Serie animate
- Roberto (st. 3, 6-7), Elzar (st. 1-7), Ethan 'Gomma Americana' Tate (st. 3, 6), Sindaco di New New York (st. 6), Pinza (st. 3, 7), Ciccia-Bot (ep. 1x11), Alcazar (ep. 2x09), Pauly Shore (ep. 2x19), Kwanzaa Bot (ep. 3x03), George Takei (ep. 4x11) e altri personaggi in Futurama[4]
- Legato Bluesummers in Trigun
- Ryuji Danma in Great Teacher Onizuka
- Donato Fidato in Io sono Donato Fidato
- Giornalista TV in South Park (1º doppiaggio)[5]
- Shura in Strange Dawn
- Glen in Cowboy Bebop
- Portiere (1ª voce, st. 1-8) in Curioso come George

### Programmi televisivi
- Salvatore Vulcano in Cattivissimi amici